# Трапи (геологія)

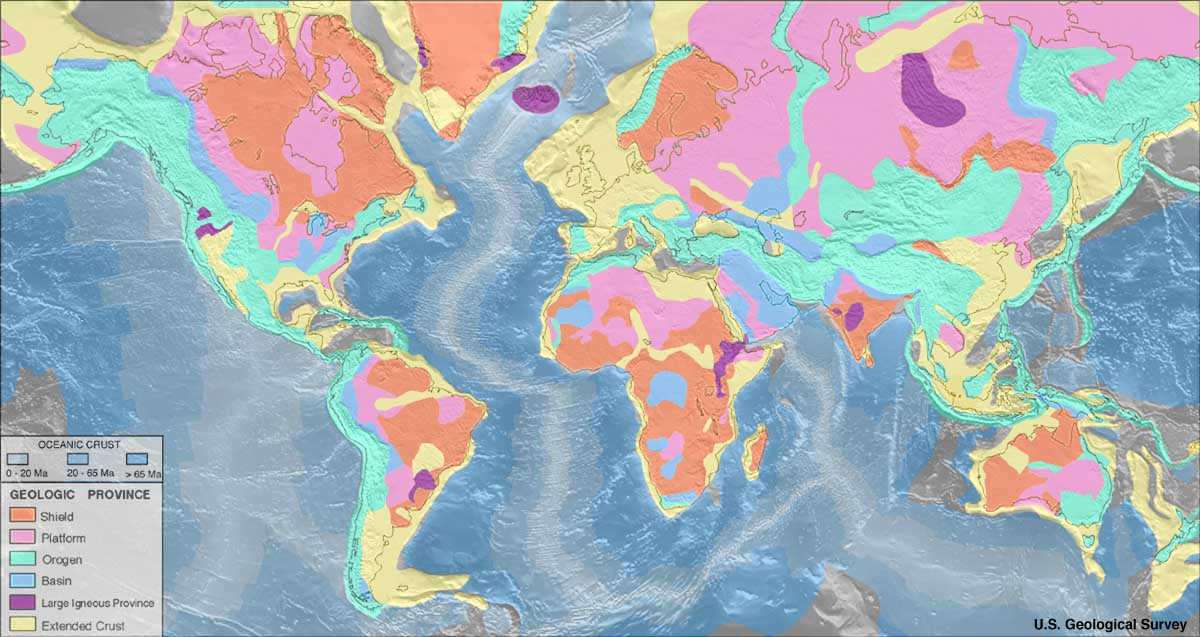
Геологічні провінції світу
за даними Геологічної служби США (USGS)

| Континентальна кора Кристалічні щити Плити Складчасті пояси Осадові басейни Трапові формації Перехідні зони | Океанічна кора Вік: 0–20 млн років 20–65 млн років >65 млн років |

Трапи (рос. траппы; англ. trapps; нім. Trappe m pl; від швед. trappa — «сходи») — серії основних магматичних порід (лав, туфів і туфобрекчій), що супроводжуються великим числом інтрузивних пластових жил — сіллів.

## Склад
Утворюються на платформах, в континентальних умовах. Імовірно, трапові товщі утворені виливами основної магми, що підіймається з мантії з великих глибин. До складу трапових товщ входять толеїти, базальти, діабази, долерити, авгітові і інші порфірити, що мають найрізноманітнішу структуру і склад, а також склуваті, долеритові, офітові породи; масивні мигдалеподібні, іноді кульові лави.
Як правило, породи трапи багаті вторинними мінералами. З траповими областями пов'язано багато корисних копалин. (наприклад, алмази, ісландський шпат, цеоліти, графіт), мідно-нікелеві зруденіння, платинові метали (в ПАР).

## Поширення
Поширені в Азії на Східносибірському нагір'ї (сибірські) та на півострові Індостан (деканські); у Північній і Південній Америці (по річці Парана); на островах Гренландія та Ісландія; в Африці в зоні Рифтових долин.

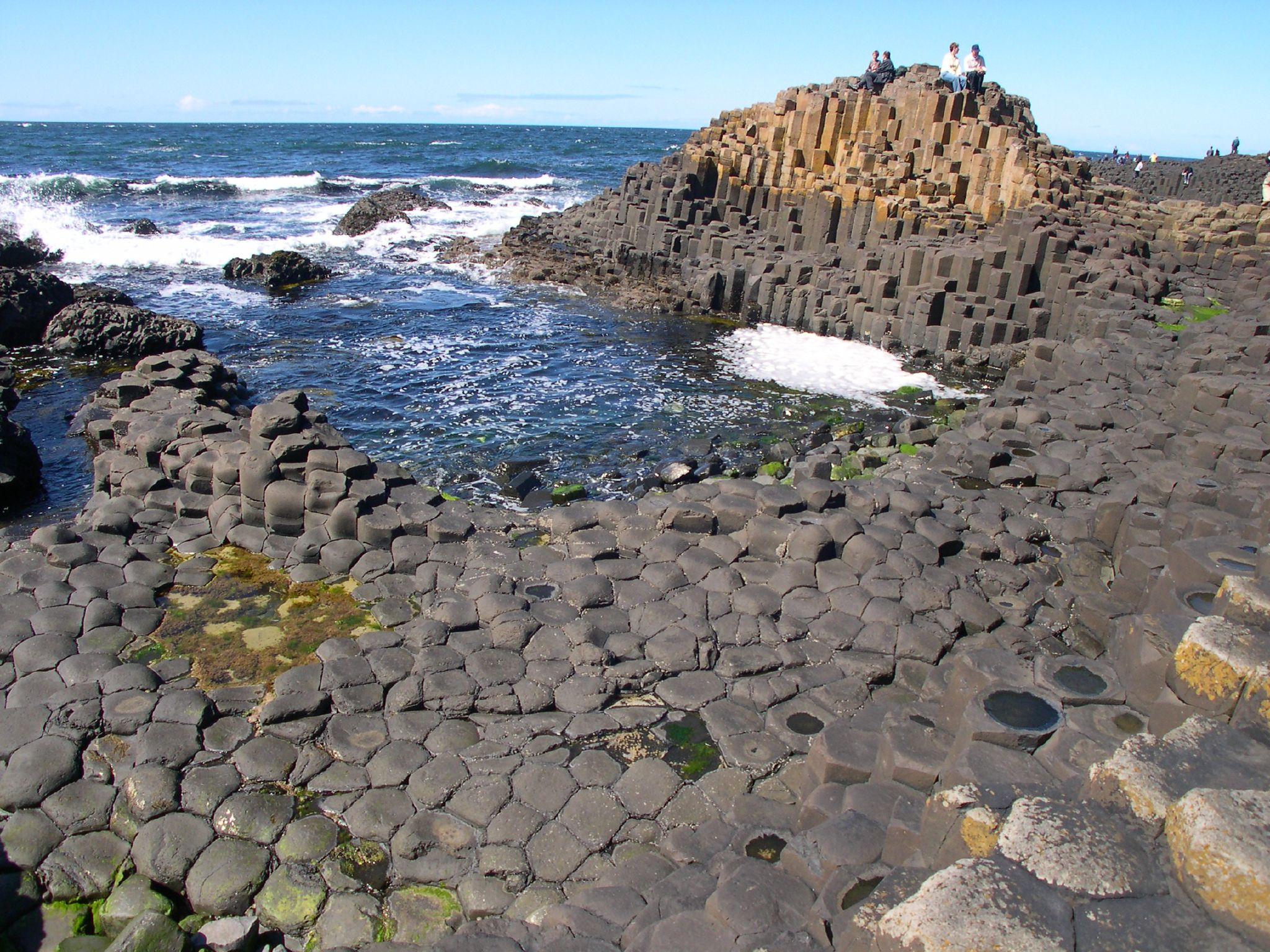
Трапи Дороги гігантів, Північна Ірландія
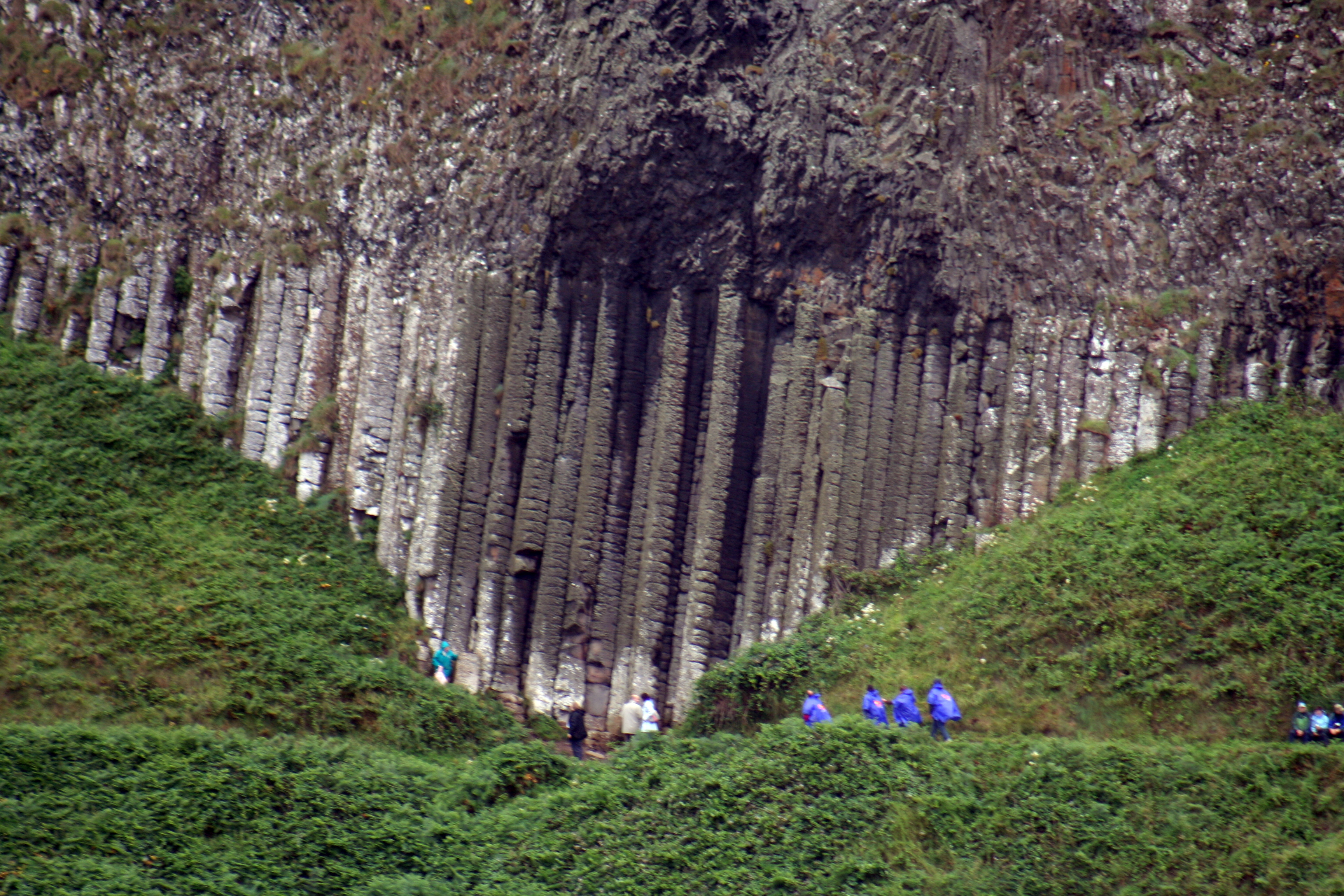
Трапи Дороги гігантів, Північна Ірландія